# (36085) 1999 RT85
1999 RT85 (asteroide 36085) é um asteroide da cintura principal. Possui uma excentricidade de 0.00720960 e uma inclinação de 10.03982º. Este asteroide foi descoberto no dia 7 de setembro de 1999 por LINEAR em Socorro.